# NGC 3861B
NGC 3861B је спирална галаксија у сазвежђу Лав која се налази на NGC листи објеката дубоког неба.
Деклинација објекта је + 19° 58' 1" а ректасцензија 11h 45m 7,0s. Привидна величина (магнитуда) објекта NGC 3861 износи 14,2 а фотографска магнитуда 15,0. NGC 3861B је још познат и под ознакама MCG 3-30-94, CGCG 97-129, KCPG 299B, PGC 36610.